# Fimbristylis signata
Fimbristylis signata är en halvgräsart som beskrevs av Stanley Thatcher Blake. Fimbristylis signata ingår i släktet Fimbristylis och familjen halvgräs. Inga underarter finns listade i Catalogue of Life.